# برج فیروزآباد
میل فیروزآباد یا برج فیروزآباد یا مناره فیروزآباد مربوط به دوره سلجوقی است و در شهرستان بردسکن، بخش شهرآباد، روستای فیروزآباد واقع شده و این اثر در تاریخ ۱۵ دی ۱۳۱۰ با شمارهٔ ثبت ۹۱ به‌عنوان یکی از آثار ملی ایران به ثبت رسیده است. میل مزبور با ظاهری استوانه‌ای شکل و با ارتفاع فعلی ۱۸ متر با وجود عناصر تزئینی و نحوه آجرچینی نشان دهنده معماری به سبک و شیوه رازی است. این میل دارای دو کتیبه در بالا و پایین به خط کوفی است همچنین در داخل میل نیز پلکانی به‌طور مارپیچ تعبیه شده است که روی هم رفته شواهد معماری انتساب این اثر را به عصر سلجوقی نشان می‌دهد.

## نگارخانه

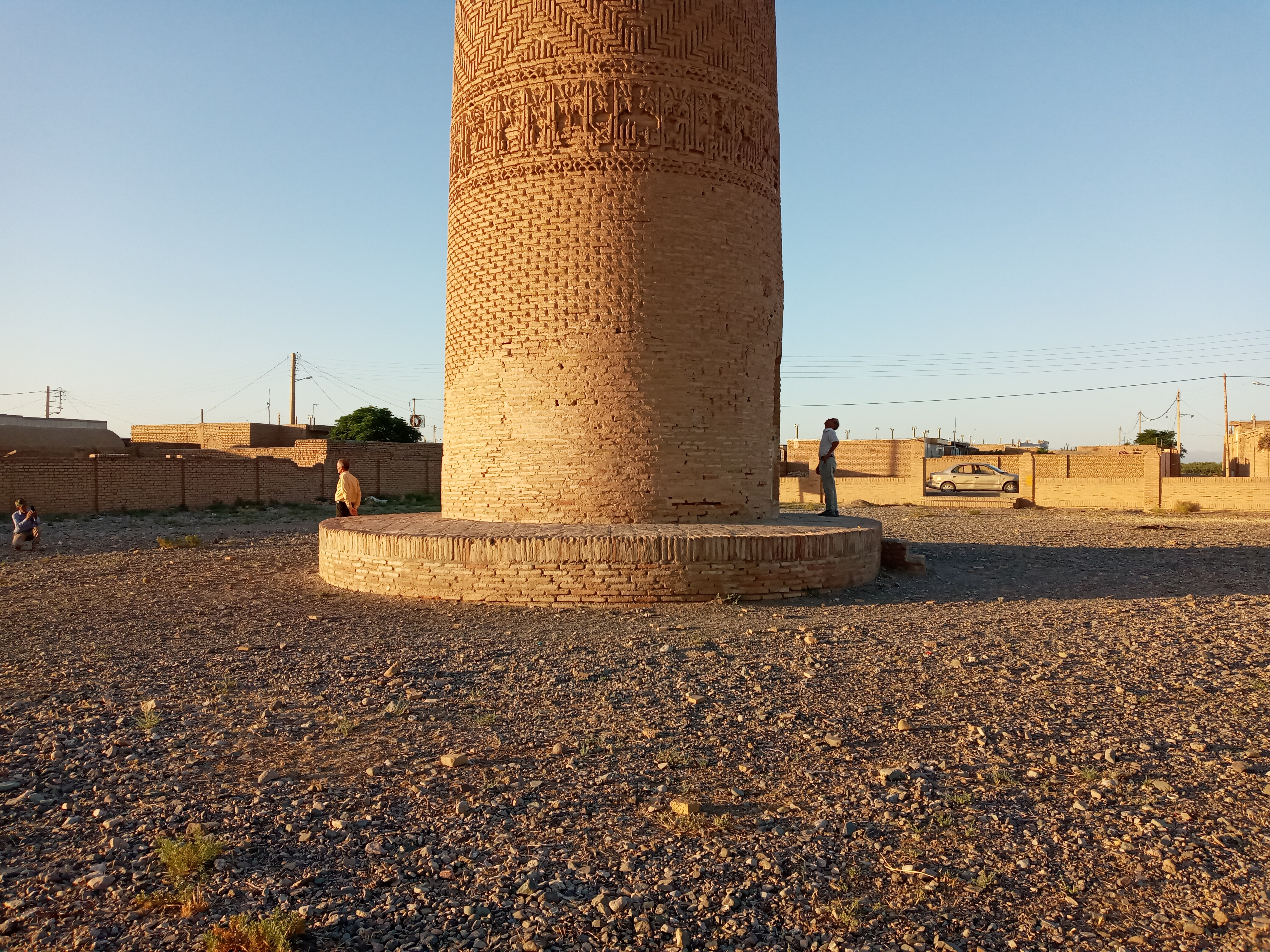
میل فیروزآباد
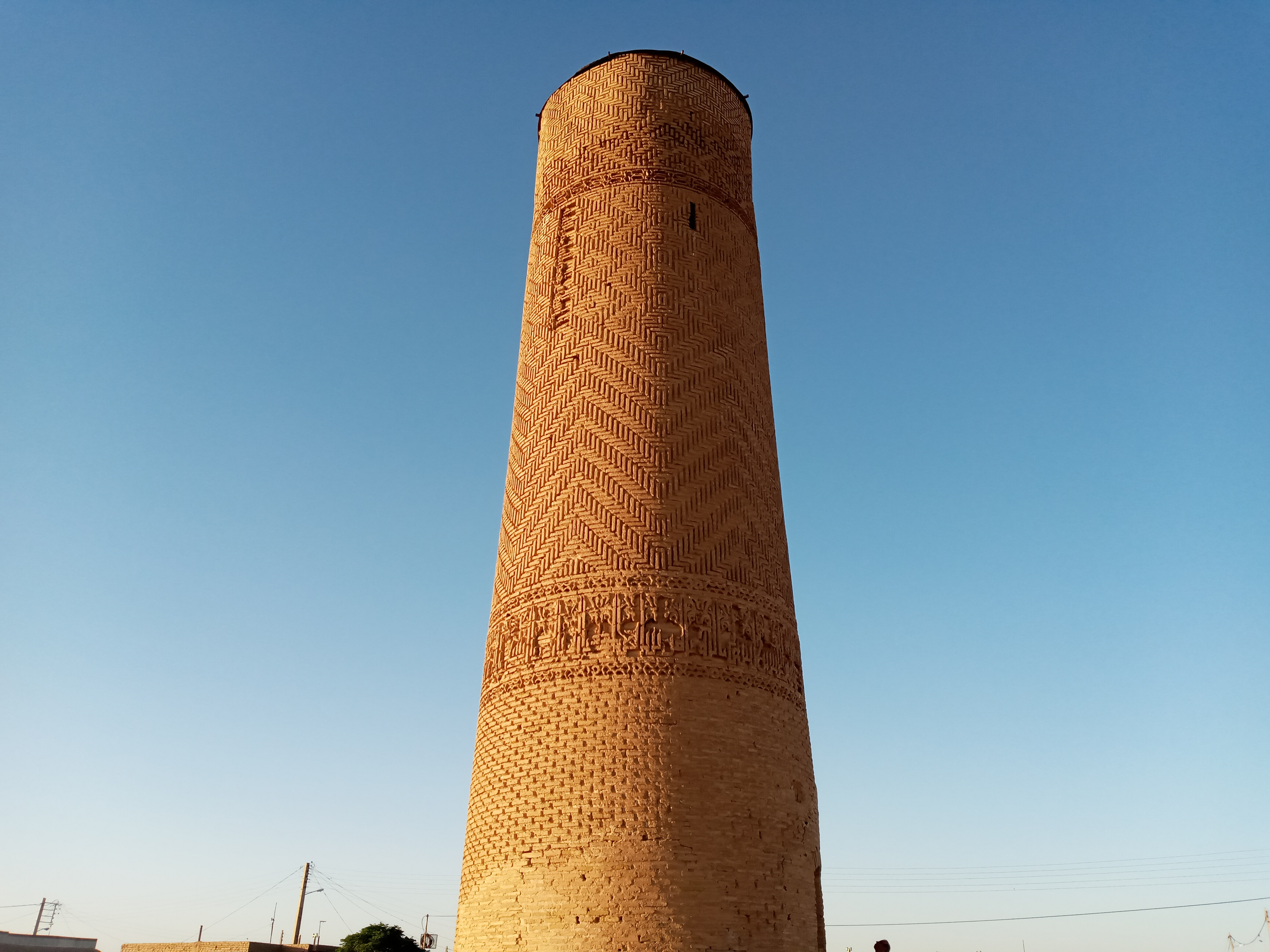
میل فیروزآباد
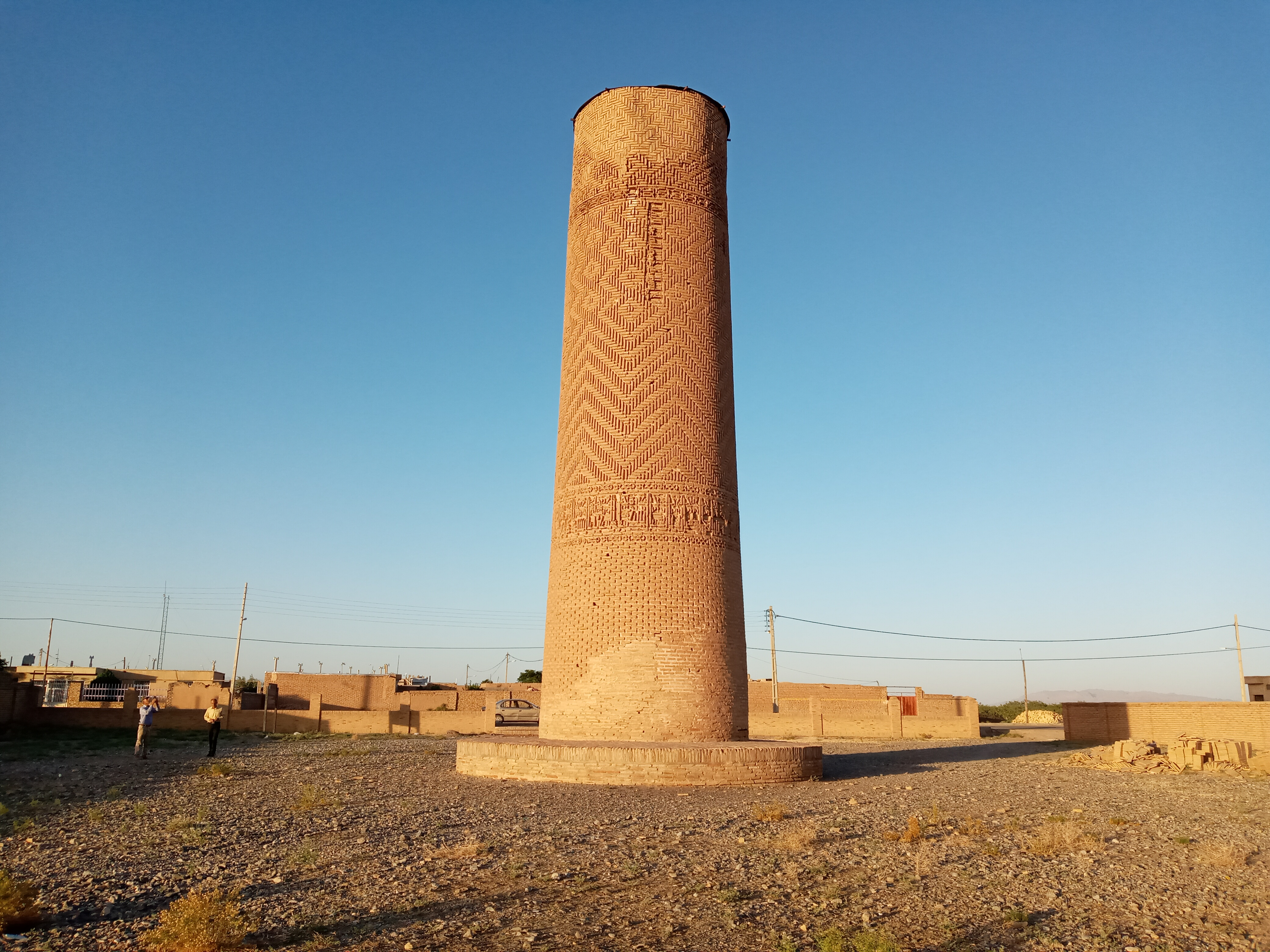
میل فیروزآباد
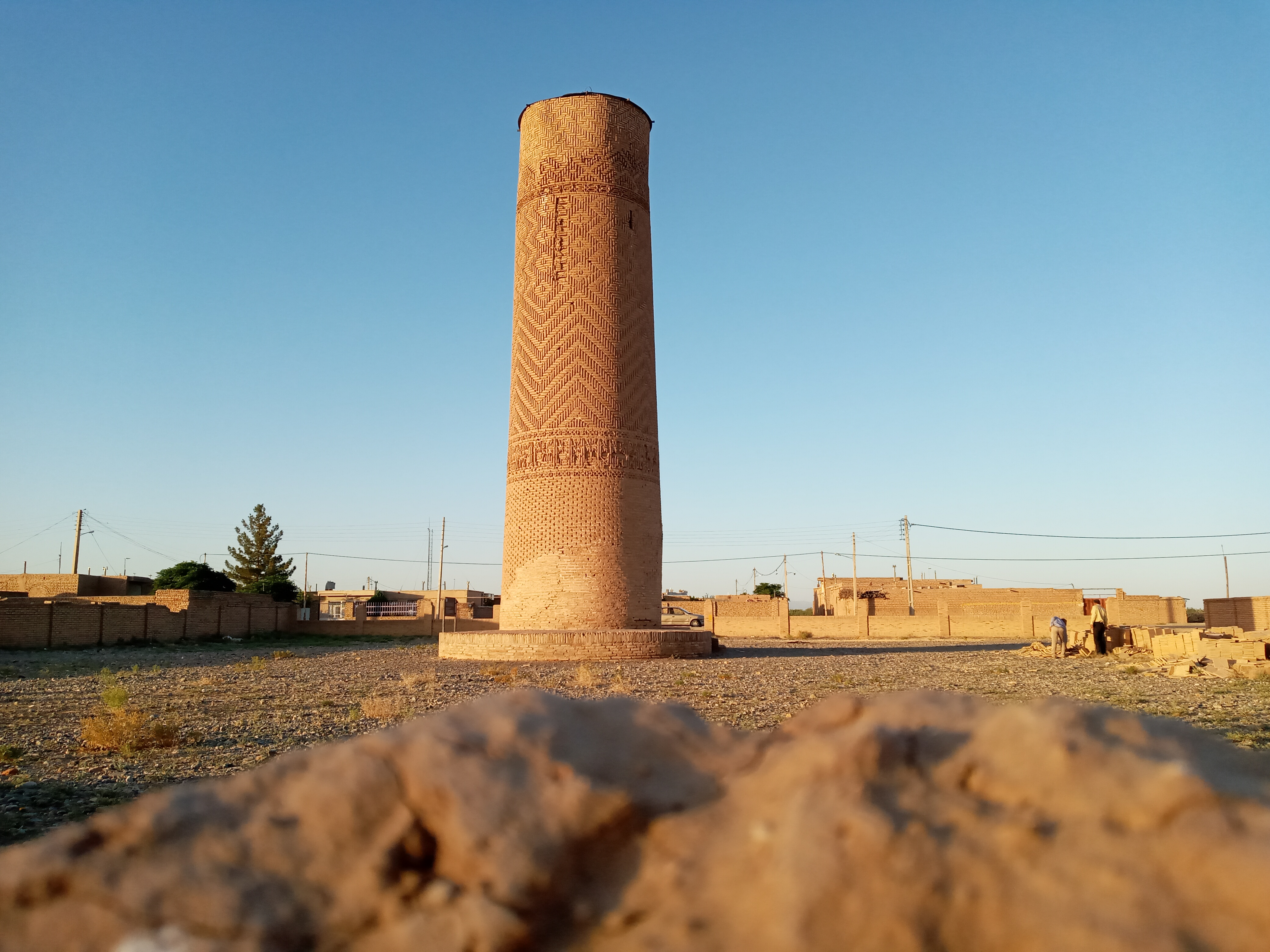
میل فیروزآباد
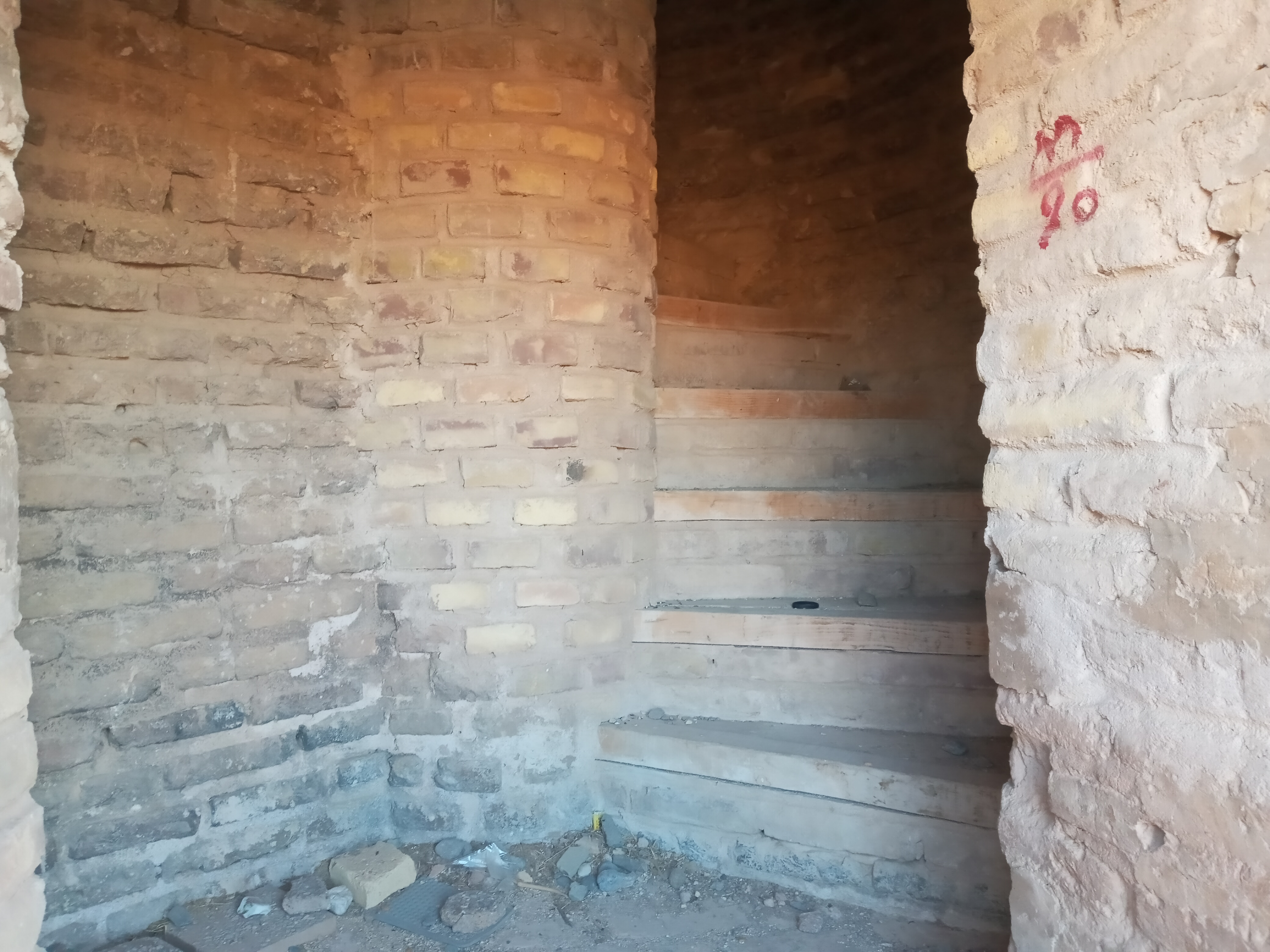
راه‌پله میل فیروزآباد
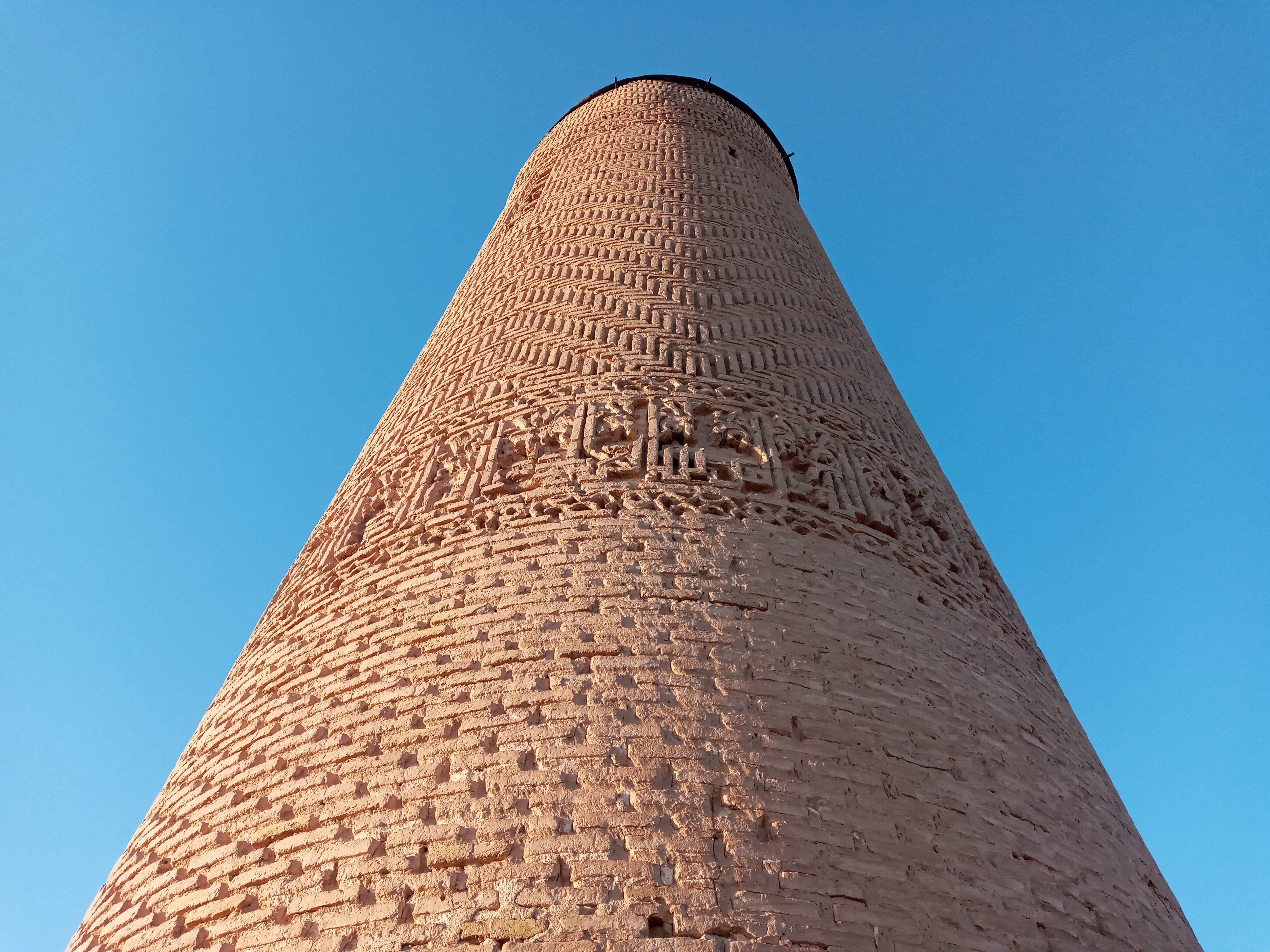
میل فیروزآباد
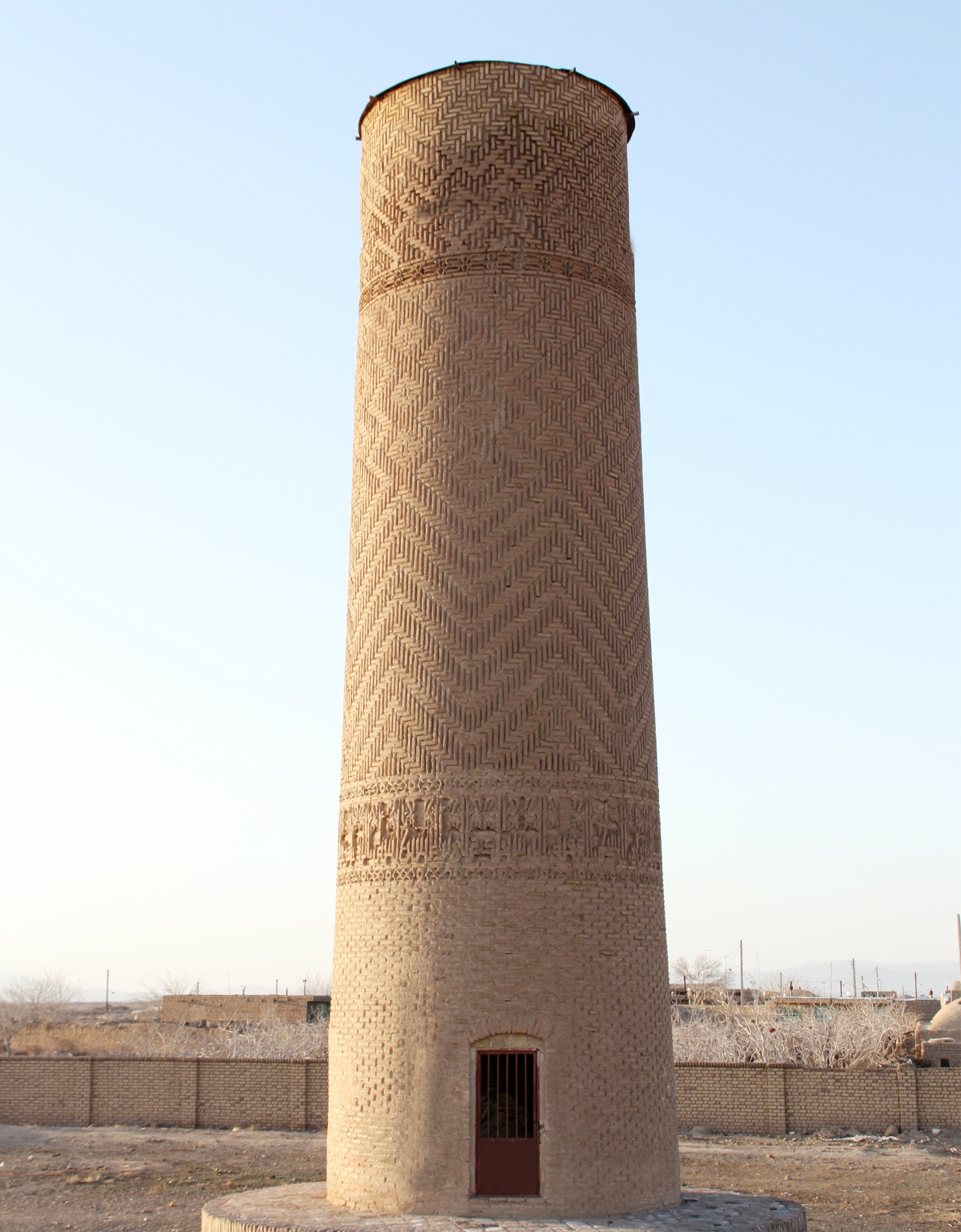
میل فیروزآباد